# Hybomitra kansuensis
Hybomitra kansuensis är en tvåvingeart som beskrevs av Olsufjev 1967. Hybomitra kansuensis ingår i släktet Hybomitra och familjen bromsar. Inga underarter finns listade i Catalogue of Life.